# Iolaphilus ismenias
Iolaphilus ismenias is een vlinder uit de familie van de Lycaenidae. De wetenschappelijke naam van de soort is voor het eerst geldig gepubliceerd in 1834 door Klug.